# ロバート・クーパー
ロバート・クーパー（英語：Robert Cooper、1947年8月28日 - ）は英国の外交官、EU理事会対外関係担当事務局長。

## 人物・来歴
1947年8月28日、英イングランドのエセックスに生まれる。ケニアに在住の後、オックスフォード大学のウスター・カレッジで学んだ後、アメリカ合衆国のペンシルベニア大学留学を経て、1970年に英国外務省に入省。東京、ボンなどの勤務を経て、外務省政策企画局の責任者、内閣官房やイングランド銀行においても要職を歴任し、2002年まではアフガニスタン英国特別代表を務める。新リベラル帝国主義の論者であり、ブレア政権の外交戦略に大きな影響を与え、現在のEUの安全保障の戦略構築にも尽力した。現在、英国の上級外交官で、EU理事会の対外関係担当事務局長である。2005年には、英国のプロスペクト誌が発表した「世界最高の知性100人」の1人に選ばれている。私生活においては、彼のパートナーは、世界的なピアニストである内田光子である。

## 著書
- 『国家の崩壊−新リベラル帝国主義と世界秩序−』北沢格(訳)、日本経済新聞出版社